# Телойнш (Амаранте)
Телойнш (порт. Telões) — район (фрегезия) в Португалии, входит в округ Порту. Является составной частью муниципалитета Амаранте. По старому административному делению входил в провинцию Дору-Литорал. Входит в экономико-статистический субрегион Тамега, который входит в Северный регион. Население составляет 4535 человек на 2001 год. Занимает площадь 13,86 км².
Покровителем района считается Андрей Первозванный (порт. Santo André).